# 中国排球协会
中国排球协会是中国一个非政府组织、非盈利性体育组织。它是国际排联会员、亚排联会员，中华全国体育总会的团体会员，以及中国奥林匹克委员会承认的全国性专项运动协会。该组织主要职责是举办多个排球联赛，选拔国家队运动员、教练员等。